# Лизогубівка
Лизогу́бівка — село в Україні, у Харківському районі Харківської області. Населення становить 1439 осіб. Найближча залізнична зупинка — 13 км.
Село у складі Безлюдівської громади.

## Географія
Село Лизогубівка знаходиться на правому березі річки Рудка в місці впадання її в річку Уда (ліва притока), нижче за течією примикає село Хмарівка, на протилежному березі — село Тернова (Чугуївський район). До села примикає лісовий масив (сосна).

## Назва
Назва населеного пункту походить від прізвиська мельника (Лизогуба), який побудував млин на річці Рудка.

## Історія

Мапа 1783 року. Лизогубівка тоді називалася, як хутір Безіменний

Село засноване в 1783 році.
За даними на 1862 — хутір Безлюдівської волості Харківського повіту.
У 1904 році на кошти місцевих жителів було споруджено школу.
21 червня 2014 року поблизу села загинули військові льотчики Редькін Руслан Вікторович, 37 років, командир екіпажу, підполковник, Лисиченко Олександр Миколайович, штурман, Михайлик Володимир Георгійович, бортінженер. Екіпаж гелікоптера Мі-8Т Спеціального авіаційного загону Оперативно-рятувальної служби цивільного захисту (колишня військова частина Д0170, Ніжин, Чернігівська область) Державної служби України з надзвичайних ситуацій. Загинули внаслідок падіння гелікоптера, який слідував за маршрутом Ніжин — Чугуїв для забезпечення перевезення особового складу та гуманітарної допомоги в зоні АТО. 22 червня о 06:45 пошуково-рятувальними силами ДСНС України було виявлено місце катастрофи — через негоду його шукали майже добу. Гелікоптер розбився та згорів, екіпаж загинув

## Відомі люди
В селі Лизогубівка похований о. Лехан Микита Авксентійович (Старець Микита; 13 [26] травня 1893 — 7 грудня 1985) — один з найбільш шанованих священиків Катакомбної православної церкви, багато разів заарештовувався більшовиками.